# Ilovača
Ilovača (en cyrillique : Иловача) est un village de Bosnie-Herzégovine. Il est situé dans la municipalité de Goražde, dans le canton du Podrinje bosnien et dans la fédération de Bosnie-et-Herzégovine. Selon les premiers résultats du recensement bosnien de 2013, il compte 182 habitants.

## Démographie

### Évolution historique de la population
| 1948 | 1953 | 1961 | 1971 | 1981 | 1991 | 2013 |
| ---- | ---- | ---- | ---- | ---- | ---- | ---- |
| -    | -    | 179  | 154  | 191  | 183  | 182  |

|  |

### Communauté locale
En 1991, la communauté locale d'Ilovača comptait 1 083 habitants, répartis de la manière suivante :